# Civilian Drone Strike
Civilian Drone Strike é uma obra de arte criada em 2017 pelo grafiteiro Banksy. O trabalho retrata três drones sobrevoando sob o desenho de uma criança, no mesmo possui uma menina e um animal de estimação, do lado esquerdo, observando uma casa bombardeada. A peça foi doada para a galeria "Art the Arms Fair" e exibida para coincidir com a feira de armas do DSEI em 2017. Ela foi vendida por 205 mil libras esterlinas. O valor da venda foi doado para uma campanha contra o comércio de armas e para a organização Reprieve, contrária a pena de morte.